# ديانة مينون

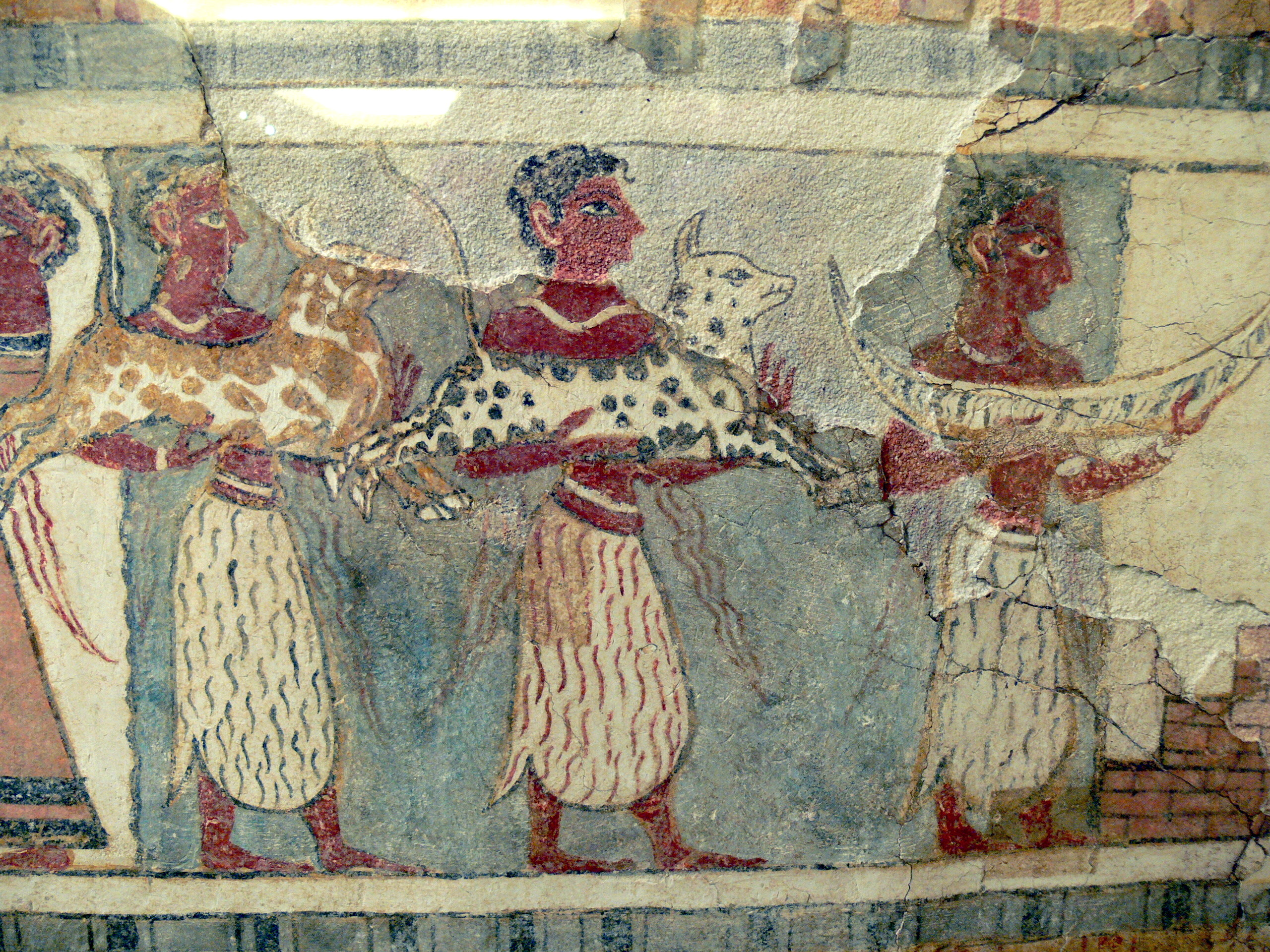

كانت ديانة مينون ديانة الحضارة المينونية في جزيرة كريت في العصر البرونزي. أعاد العلماء في في العصر الحديث بناء هذه الديانة كلّيًّا تقريبًا اعتمادًا على البقايا الآثارية لا على النصوص. يفترَض أن ديانة مينون كانت مرتبطةً ارتباطًا وثيقًا بأديان الشرق الأدنى قبل التاريخ، واتّفق العلماء على أن المعبود الرئيس فيها هو إلهة أنثى. من الرموز المينونية المقدسة البارزة: الثور وقرونه المقدسة، والفأس مزدوج الرأس، والثعبان، ومفتاح الحياة إلى حدٍّ ما.

## الممارسة الدينية
بناءً على الأدلة الآثارية من اللوحات والتماثيل والأختام يتّضح أن الشخصية الأبرز في الدين المينوني كانت إلهة أنثى، وترتبط بها عادةً شخصية مذكرة أخرى أصغر منها، لعلّها زوجها أو ابنها، ويكون هذا عادةً في سياقات توحي بأن الشخصية المذكرة عابدة. ترتبط هذه الإلهة أيضًا عادةً بالحيوانات، لا سيما الثعبان، وترتبط أيضًا بالثور والأسد والحمامة. ويبدو أنه كانت تقوم راهبات على خدمتها، ولكن ما من دليل يدل على أن الممارسات الدينية المينونية كانت متمركزة حول معابد رسمية عامة. رأى بعض العلماء أن الإلها المينونية هي إلهة الشمس.
اعتقد كارولي كيرينيي أن أهم إلهة أنثى في الدين المينوني هي أريادني، وهي بنت الملك مينوس وسيدة المتاهة، والتي ذُكرت في الألواح المكتوبة بالإغريقية الموكيانية (النظام الخطي ب) في كنوسوس.
أظهرت التنقيبات شخصيات نذريّة طينية ومعدنية، وفؤوسًا مزدوجة الرأس، وجرّات منمنمة، وتماثيل لقطع فنية وحيوانات وشخصيات بشرية، وهو ما عرّفنا على أماكن العبادة، منها الأضرحة الكثيرة الصغيرة في كريت المينونية، وقمم الجبال والكهوف المقدسة الكثيرة التي اكتشف منها 300 كهفًا كانت أماكن لبعض العبادات، أما المعابد، أي المعابد التي طورها الإغريق، فلم تكن معروفة. في مجمع القصر، لم تظهر أي غرفة من الغرف الرئيسة أنها مكرسة للعبادة إلا البلاط المركزي، الذي كان يجتمع فيه الشباب من الجنسين ليمارسوا شعيرة ركوب الثيران. ما من لوحات جدارية مينونية تصور أي إله.
من الشخصيات الدينية في جزيرة كريت القديمة ثم في المناطق الموكيانية: مينون جينيوس. وهو مخلوق خيالي يشبه الأسد وحصان البحر، ويدلّ وجوده على ارتباطهم بمصر القديمة. تولّى هذا الإله حماية الأطفال، وكان له دور في طقوس خصوبة متعددة.

## القرابين البشرية
وُجدت الأدلة المتعلقة بالمينونيين وشعيرة القرابين البشرية حول ثلاثة مواقع: (1) أنيموسبيليا، في القرن الثامن عشر قبل الميلاد (1800-1700)، بناءٌ قريب من جبل جوكتاس، فُسّر على أنه معبد، و(2) معبد في فترة (2900–2300 قبل الميلاد) في فورنو كوريفي في جنوب وسط جزيرة كريت، و(3) في بناء في كنوسوس يرجع إلى النصف الأول من القرن الخامس عشر قبل الميلاد (1500–1450) ويعرف باسم البيت الشمالي.
دُمّر المعبد الذي في أنيموسبيليا بزلزال في الفترة نفسها (1700-1800 قبل الميلاد). يبدو أن بناء المعبد كان ضريحًا ثلاثي الجوانب، ووُجدت أقدام طينية وبعض الخشب المتفحم وفسّر ذلك المنقبون على أنه بقايا من صنم معبود. وُجدت أربعة هياكل عظمية بشرية في أنقاض المعبد، الأولى صاحبها رجلٌ شاب، وجدت في مكان مزدحم ازدحامًا كبيرًا على منصة مرتفعة، وهو ما يوحي بأنه قُدِّم ليكون قربانًا، وله شبه كبير بالثور في مشهد التضحية في أغيا تريادا ساكروفاغس في العصر الموكياني. كان بين عظامه خنجر برونزي، ويوحي تغيّر اللون في أحد جانبي جسده أنه مات من النزف. كان النصل البرونزي بطول 15 إنشًا وعليه صورتان لخنزير، كل صورة على جانب. كانت العظام على منصة مرتفعة في وسط الغرفة الوسطى، قرب عمود له حوضٌ في أسفله.
أما مواقع الهياكل الثلاثة الأخرى فتوحي بأن الزلزال فاجأ أصحابها على حين غرة، ومنها هيكل امرأة عمرها 28 عامًا ممدودة الأطراف على أرض الغرفة نفسها التي ضُحّي فيها بالذكر الشاب. إلى جانب منصة القربان هيكل رجل في أواخر ثلاثينياته ورجلاه مكسورتان. كانت ذراعاه مرفوعتان، كأنه كان يحاول حماية نفسه من الأنقاض المتساقطة، وهو ما يدل على أن رجليه كُسرتا بسبب انهيار المبنى بالزلزال. في القاعة الأمامية للمبنى يوجد الهيكل الرابع، وكانت حاله أسوأ من أن يُحدد جنس صاحبه أو عمره. وبالقرب من هذا الهيكل وجدت 150 شظية من جرّة طينية، ويدل نمط تبعثرها على أنها سقطت من يد الإنسان الذي كان في القاعة الأمامية عندما ضربته قطعة من الأنقاض من المبنى الذي تدمّر. يبدو أن الجرة كان تحوي على دم ثور.
لسوء الحظ، لم ينشر منقّبو هذا الموقع تقرير تنقيب رسميًّا، وإنما عُرف الموقع عن طريق مقالة كتبت عام 1981 في مجلة ناشيونال جيوغرافيك.
لا يتفق الجميع على أن هذا كان قربانًا بشريًّا. تقول نانو ماريناتوس إن الرجل الذي يُدّعى أنه ضُحّي به مات بالزلزال الذي ضرب المنطقة في ساعة موته. ولاحظت أن الزلزال دمّر المبنى وقتل المينونيَّيْن الذين يُدّعى أنهما ضحّيا بالرجل. وفي رأيها أيضًا أن المبنى لم يكن معبدًا وأن الأدلة على القربان البشري «بعيدة من أن تكون قاطعة». يوافق دنس هيوغز على هذا ويقول إن المنصة التي وُجدت عليها جثة الرجل ليست بالضرورة مذبحًا، ويرجح أن الخنجر ربما لم يُغرز في جسم الرجل الشاب، بل سقط عليه وقت حدوث الزلزال من الرفوف أو من الطابق العلوي.
في المجمع المقدس في فورنو كوريفي، وُجدت شظايا من جمجمة بشرية في غرفة وجد فيها أيضًا موقد صغير وحفرة طبخ وأدوات طبخ. فُسّر وجود هذه الجمجمة على أنها لضحية ضُحّي بها.

كشفت التنقيبات في كنوسوس عن مقابر جماعية أخرى، تدل على وجود ممارسة التضحية بالأطفال أيضًا. نقّبت المدرسة البريطانية الأثينية بقيادة بيتر وارن مقبرة جماعية للضحايا، لا سيما الأطفال. تدل المكتَشفات على أنهم كانوا ضحايا أكل لحوم البشر.
تكشف الأدلة الواضحة أن أجسامهم قُطّعت بعناية، تقطيعًا يشبه تقطيع الضحايا من الحيوانات. في الحقيقة فقد وُجدت عظام خروف مذبوح مع عظام الأطفال... بل إن الأطفال كانوا في صحة جيدة على حسب ما تظهره عظامهم. يبدو هذا مذهلًا، إذ إن الأدلة الموجودة إلى اليوم تشير إلى حجة تقول إن الأطفال كانوا يُذبحون ويُطبخ لحمهم وربما يؤكل في شعيرة تضحية تكون خدمةً لإلهة الطبيعة من أجل ضمان تجديد الخصوبة السنوي.
تفصّل رودني كاستلدن المكتشفات في المجمع الديني قرب كنوسوس حيث وجدت بقايا طفل ابن سبعة عشر عامًا كان قد ضُحّي به.
رُبط كاحلاه وضوحًا وطُويت رجلاه حتى يناسب حجم الطاولة... ثُمّ قُتل قتلًا شعائريًّا بخنجر برونزي محفور عليه رأس خنزير، ووُجد هذا الخنجر إلى جانبه.
في «البيت الشمالي» في كنوسوس، وجدت عظام أربعة أطفال على الأقل (كانوا في صحة جيدة) وجدت على عظامهم علامات تدل على أنهم «ذُبحوا بالطريقة نفسها التي كان المينونيون يذبخون بها خرفانهم وماعزهم، وهو ما يوحي بأنهم ضُحّي بهم ثم أُكلوا. أفزعت هذه الإيحاءات عالم الآثار الكريتية الكبير نيكولاس بلاتون فأكّد أن هذه العظام عظام قرود لا بشر».
تعود العظام التي وجدها بيتر وارن إلى فترة (1580–1490 قبل الميلاد) أي قبل وصول الموكيانيين (1320–1200 قبل الميلاد تقريبًا) حسب ما قال بول ريهاك وجون يونغر.  قال دنس هيوغز ورودني كاستلدن أن هذه العظام حُفظت لتكون «دفنًا ثانويًّا». الدفن الثانوي هو الممارسة غير النادرة التي يُدفن فيها الميت مرتين: مرةً مباشرة بعد موته، ومرة بعد أن يذهب اللحم من العظم. نقطة الضعف الوحيدة في الرأي هذا هو أنه لا يفسر نوع القطع وعلامات السكين الموجودة على العظام.